# 3676 Hahn
A 3676 Hahn (ideiglenes jelöléssel 1984 GA) a Naprendszer kisbolygóövében található aszteroida. Edward L. G. Bowell fedezte fel 1984. április 3-án.